# Nowy Świat (powiat kartuski)
Nowy Świat (kaszub. Nowi Swiat) – osada kaszubska w Polsce położona w województwie pomorskim, w powiecie kartuskim, w gminie Żukowo granicząca bezpośrednio z dzielnicą Gdańska – Osową. Leży na starej kolejowej trasie magistrali węglowej (Maksymilianowo-Kościerzyna-Gdynia).
Do końca 2008 r. miejscowość była częścią sołectwa Rębiechowo; w roku następnym rozbudowująca się wieś stała się samodzielnym sołectwem. Miejscowości nie należy mylić z osiedlem o tej samej nazwie w gdańskiej dzielnicy Osowa.
W latach 1975–1998 miejscowość administracyjnie należała do województwa gdańskiego.